# Lijst van burgemeesters van Borger
Dit is een lijst van burgemeesters van de voormalige Nederlandse gemeente Borger in de provincie Drenthe. Op 1 januari 1998 werden de voormalige gemeenten Borger en Odoorn samengevoegd tot de nieuwe gemeente Borger-Odoorn.
| Ambtsperiode | Naam burgemeester                | Partij of stroming | Bijzonderheden                                                  |
| ------------ | -------------------------------- | ------------------ | --------------------------------------------------------------- |
| 1811 - 1812  | Hendrik Verschuir                |                    |                                                                 |
| 1813 - 1819  | Roelof Mantingh                  |                    |                                                                 |
| 1819 - 1855  | Jan Alingh Wzn.                  |                    |                                                                 |
| 1856 - 1894  | Joannes Diderik Dibbits          |                    |                                                                 |
| 1894 - 1901  | Synco Reijnders                  |                    |                                                                 |
| 1901 - 1912  | Andries Olthoff                  |                    |                                                                 |
| 1912 - 1925  | Jan Beuving                      | liberaal           |                                                                 |
| 1925 - 1946  | Jan Klazes Doornbos              |                    |                                                                 |
| 1940 - 1940  | Karel Hendrik Gaarlandt          | partijloos         | waarnemend van 18 juni 1940 tot 15 september 1940               |
| 1945 - 1945  | H. van der Wel                   |                    | waarnemend van 29 maart 1945 tot 12 april 1945                  |
| 1946 - 1946  | Karel Hendrik Gaarlandt          | partijloos         | waarnemend van 28 januari 1946 tot 15 mei 1946                  |
| 1946 - 1959  | Rudolf Theodoor Bijleveld        | Protestantse Unie  | werd burgemeester van Hattem                                    |
| 1959 - 1968  | Gerrit Grolleman                 | PvdA               |                                                                 |
| 1969 - 1972  | Gijsbert Johan (John) te Loo     | PvdA               | was burgemeester van Gasselte, werd burgemeester van Winschoten |
| 1972 - 1985  | Gerhard Willem (Gerard) Kolthoff | PvdA               |                                                                 |
| 1985 - 1997  | Date Hendrik Keuning             | PvdA               |                                                                 |